# HD 12468
HD 12468，又名BD+64 285，SAO 12105、HR 598，是一颗恒星，视星等为6.52，位于銀經130.54，銀緯3.32，其B1900.0坐标为赤經1h 57m 8.5s，赤緯+64° 3.32′ 24″。